# Kuchary (województwo dolnośląskie)
Kuchary (niem. Kochern) – wieś w Polsce, położona w województwie dolnośląskim, powiecie oławskim, na terenie gminy Domaniów. W latach 1975–1998 miejscowość należała administracyjnie do województwa wrocławskiego. Miejscowość liczy 128 mieszkańców (wg stanu na marzec 2011 r.).

## Położenie
Pod względem geograficznym Kuchary leżą w obrębie mezoregionu Równiny Wrocławskiej (318.53), na pograniczu jej dwóch mikroregionów - Równiny Kąckiej i Równiny Grodkowskiej. Od wschodu miejscowość opływa rzeka Żurawka.

## Ukształtowanie terenu i geologia
Ukształtowanie rzeźby jest monotonne i przybiera formę równiny o wysokości od 147 m n.p.m. na zachodzie do około 140 m n.p.m. na wschodzie miejscowości. Równina ta na terenie Kuchar zbudowana jest z lessów i glin lessopodobnych o miąższości średnio około 1 m akumulowanych w warunkach klimatu peryglacjalnego u schyłku zlodowacenia Wisły. Na pokrywie lessowej rozwinęły się czarnoziemy. Osady te podściela warstwa piasków i żwirów wodnolodowcowych akumulowanych w czasie recesji lądolodu zlodowacenia Odry. Na wschód od Żórawki w budowie geologicznej dominują gliny lodowcowe zlodowacenia Odry. 

## Krótki opis miejscowości
We wsi znajdują się m.in. sklep spożywczy i plac zabaw, budynki dawnego PGR i krzyż ustawiony w 2004 r.

## Nazwa
W księdze łacińskiej Liber fundationis episcopatus Vratislaviensis (pol. Księga uposażeń biskupstwa wrocławskiego) spisanej za czasów biskupa Henryka z Wierzbna w latach 1295–1305 miejscowość Kuchary wymieniona jest w staropolskiej formie Chucharze.

## Zabytki
Do wojewódzkiego rejestru zabytków wpisany jest:
- zespół pałacowy:
  - pałac z 1907 roku, zbudowany w stylu neobarokowym, obecnie własność prywatna,
  - folwark przypałacowy, z połowy XIX-XX w. przekształcony w PGR,
  - park przypałacowy z początku XX w., w połowie należący do pałacu, a w połowie do dawnego PGR; obecnie mocno zaniedbany, przez park przepływa rzeka Żórawka.